# Staniša Mandić
Staniša Mandić est un footballeur serbe né le 27 janvier 1995 à Herceg Novi. Il évolue au poste d'attaquant au FK Čukarički.

## Biographie
Avec l'équipe de Serbie, il participe au championnat d'Europe des moins de 19 ans 2014 organisée en Hongrie. Lors de la compétition, il inscrit un but face à la Bulgarie.
Il joue ensuite la Coupe du monde des moins de 20 ans 2015 qui se déroule en Nouvelle-Zélande. Lors de la compétition, il joue sept matchs et inscrit deux buts. Il inscrit notamment un but lors de la finale disputée face au Brésil.

## Palmarès
- Vainqueur de la Coupe du monde des moins de 20 ans en 2015 avec l'équipe de Serbie
- Vainqueur de la Coupe de Serbie en 2015 avec le FK Čukarički